# Cladova (Timiș)

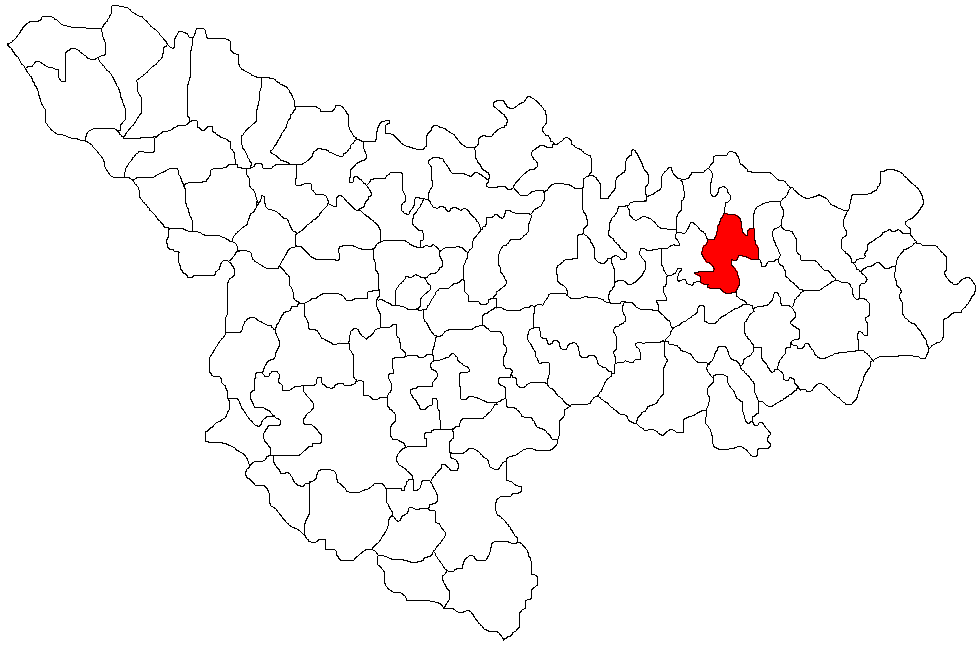
Lage der Gemeinde Bethausen im Kreis Timiș

Cladova (deutsch Kladowa, ungarisch Kládova auch Bégakalodva) ist ein Dorf im Kreis Timiș, Banat, Rumänien. Cladova gehört zur Gemeinde Bethausen.

## Geografische Lage
Cladova liegt im Osten des Kreises Timiș, in 4 Kilometer Entfernung vom Gemeindesitz Bethausen, an der Kommunalstraße Bethausen-Ohaba Lungă.

## Nachbarorte
| Bara   | Ohaba Lungă                                 | Ierșnic       |
| Secaș  | Kompassrose, die auf Nachbargemeinden zeigt | Remetea Luncă |
| Balinț | Bethausen                                   | Leucușești    |

## Geschichte
Eine erste urkundliche Erwähnung der Siedlung Kaladwa stammt aus dem Jahr 1308. 1453 erscheint die Ortschaft Claadwa in den Urkunden der Zeit. 
Andere Ortsbezeichnungen im Laufe der Jahrhunderte waren: 1597 Cladowa, 1612 Cladna, 1617 Cladona, 1620 Cladeva, 1689 Cladova, aber auch Kladova, Klada, nach 1700 Kladova.
Auf der Josephinischen Landaufnahme von 1717 ist der Ort Gladova eingetragen. Nach dem Österreichisch-Ungarischen Ausgleich (1867) wurde das Banat dem Königreich Ungarn innerhalb der Doppelmonarchie Österreich-Ungarn angegliedert. Die amtliche Bezeichnung wird Kladova. Der Vertrag von Trianon am 4. Juni 1920 hatte die Dreiteilung des Banats zur Folge, wodurch die Ortschaft an das Königreich Rumänien fiel und Cladova die amtliche Bezeichnung wird.

## Demografie
| 1880 | 698 | 613 | 3 | 18 | 64 |
| 1910 | 791 | 761 | 1 | 6  | 23 |
| 1930 | 765 | 720 | - | -  | 45 |
| 1977 | 543 | 526 | - | -  | 17 |
| 2002 | 533 | 511 | - | 1  | 21 |